# Rino Nakasone
Rino Nakasone (仲宗根 梨乃 Nakasone Rino) es una bailarina y coreógrafa japonesa. Junto a su grupo de baile, Beat Freaks, participaron en la tercera temporada de America's Best Dance Crew, obteniendo el segundo lugar. Ha trabajado como coreógrafa en Corea del Sur y Japón, con grupos como Shinee, Girls' Generation, TVXQ, f(x), Red Velvet, y AKB48.

## Biografía
Rino Nakasone nació en Naha, capital de la Prefectura de Okinawa el 11 de junio de 1979. Se interesó en la danza después de ver vídeos musicales de Michael Jackson y Janet Jackson, imitando sus movimientos. A la edad de diecinueve años, se fue a Los Ángeles a estudiar danza. Sólo después de que su visa expiró, consiguió un trabajo como bailarina de Janet Jackson.
En 2004 fue elegida por Britney Spears como bailarina para el Onyx Hotel Tour. Después de la gira con Spears, se fue de gira con Gwen Stefani como "Music", una de las Harajuku Girls, ganando elogios por su interpretación. También bailaba para otros músicos, como Justin Bieber, y enseñó danza en centros de artes escénicas. Se unió a un grupo de danza femenino, Beat Freaks, que compitió y fue subcampeón en America's Best Dance Crew en 2009.
Comenzó su carrera como coreógrafa en 2008 con la canción debut del grupo surcoreano Shinee, "Replay". En 2009, trabajó con el equipo de baile de S. M. Entertainment para crear la coreografía de "Tell Me your Wish (Genie)" del grupo Girls' Generation. Ha realizado coreografías para otros artistas de S. M. Entertainment incluyendo a TVXQ y BoA, así como los grupos japoneses AKB48 y SMAP.
En 2010, participó en el baile de la producción multimedia "Siren Assassins"  como Reina de Jade. Ese mismo año, se unió a The Pussycat Dolls después de que cuatro de los miembros originales dejaran el grupo. Participó en dos musicales en 2015, The Wiz y Asterisk, en Japón.

## Lista de coreografías

### Shinee
- Replay
- Sanso Gateun Neo (Love Like Oxygen)
- Juliette
- Lucifer (con Shim Jae-won )
- Hello
- Your Number (sencillo japonés)
- Kimi no Sei De
- Get the Treasure (con 50)

### Girls' Generation
- Tell Me Your Wish (Genie) (con Shim Jae-won)
- Oh!
- Hoot
- Mr. Taxi (con Shim Jae-won)
- The Boys
- Paparazzi
- I Got a Boy (con NappyTabs y Jillian Meyers)[8]
- Beep Beep
- Love & Girls
- Boomerang
- Galaxy Supernova (con Kevin Maher y Shim Jae-won)
- Bump It
- Sign
- All Night (con Fuko y Shuhei Meguri)

### Super Junior
- No Other (con Maryss From París)

### BoA
- Dangerous
- Copy and Paste

### Kangta
- Love Frequency (con Maryss From Paris)

### f(x)
- Chu (con Hwang Sang-hoon)
- Nu ABO (con Maryss from Paris)
- Gangsta Boy
- Hot Summer

### TVXQ
- Maximum
- Keep Your Head Down (con Shim Jae-won)
- Android (con Shim Jae-won)[9]

### Red Velvet
- Rookie (con Ryu So-hee)[10]

## Vida personal
Estuvo casada con LeeJ Razalan, el gerente de Beat Freaks y su compañero de baile en 2007. El 6 de mayo de 2012, anunció en su cuenta oficial de Facebook que habían decidido ir por caminos separados después de cinco años de matrimonio.